# Рубен II
Рубен II (вірм. Ռուբեն Բ, 1165–1170) — вірменський князь із династії Рубенідів, шостий інкнакал (володар) Вірменської Кілікії і тагавор айоц (король вірменський). Син Тороса II

## Життєпис
Рубен був сином вірменського правителя Тороса II та його другої дружини. За правом спадкування він після смерті свого батька мав зійти на трон Кілікії. Однак, коли 1169 року помер його батько Торос II, Рубен ще не сягнув повноліття. Через це в Кілікії розгорнулась боротьба за владу. Регентом молодого спадкоємця став його дід за материнською лінією — Томас (за іншою версією — Фома). Однак це не сподобалось брату покійного правителя — Млеху, який, узурпувавши права законного спадкоємця, змусив визнати себе спадкоємцем свого брата.
Втративши трон, Томас увів Рубена II до Антіохії, де той помер за кілька років.